# 捷輝汽車
捷輝汽車有限公司，曾是一間以香港黃埔花園為基地的專綫小巴營辦商，營運四條九龍專綫小巴路線。
捷輝汽車成立於1977年。1979年，捷輝汽車開始經營九龍區專線小巴6號線。
2015年，捷輝汽車申請在創業板上市，但最終上市失敗。
2020年4月9日，捷輝汽車宣佈因觀塘線延線通車及2019新型冠狀病毒香港疫情影響，乘客量大跌，4月10日起結束營運旗下四條來往黃埔花園的小巴路線。
2020年4月10日，金匙有限公司宣佈4月12日臨時接辦九龍區專線小巴2號線及2A號線。

## 曾營辦路線
| 編號 | 路線                      | 服務形式 | 備註                                         |
| ---- | ------------------------- | -------- | -------------------------------------------- |
| 2    | 黃埔花園↔又一城           | 每日服務 | 2020年4月11日停辦，由金匙有限公司4月12日接辦 |
| 2A   | 黃埔花園↔又一城           | 每日服務 | 2020年4月10日停辦，由金匙有限公司4月12日復辦 |
| 6    | 黃埔花園↔尖沙咀（漢口道） | 每日服務 | 2020年4月11日取消                            |
| 6X   | 黃埔花園↔尖沙咀（漢口道） | 每日服務 | 2020年4月10日取消                            |

## 外部連結
- 捷輝汽車的Facebook專頁